# San Andrés Tuxtla
San Andrés Tuxtla es la cabecera del municipio de San Andrés Tuxtla, en la parte sur del Estado mexicano de Veracruz, en la región conocida como Los Tuxtlas (México).
Se encuentra ubicado en la zona sur del Estado en la Sierra de San Martín, en las coordenadas 18° 27” latitud norte y 95° 13” longitud oeste, a una altitud de 420 metros sobre el nivel del mar. Limita al norte con el Golfo de México; al este con Catemaco; al sur con Hueyapan de Ocampo; al oeste con Santiago Tuxtla y Ángel R. Cabada. Su distancia aproximada al sureste de la capital del Estado por carretera es de 275 km por carretera.
Durante años fue un importante centro agrícola de producción de tabaco, actualmente sus actividades se enfocan más al comercio y a la prestación de servicios como el turismo, así como a la actividad de política social al ser sede de múltiples dependencias.

## Historia

### Época precolombina
Fundada alrededor de 1335, los primeros habitantes se establecieron en las faldas del Tiltepetl, actualmente llamado volcán de San Martín, tras una erupción emitida por el mismo estos se establecieron en lo que hoy es la actual ciudad. San Andrés formó parte del vasto imperio azteca y fue conocido como Tzacoalco que dependía de Tuxtla y esta de Tochtepec.
Durante la expedición española guiada por Hernán Cortés, uno de los exploradores o navegantes llamado Martin fue el primero en visualizar desde el barco la montaña volcánica de Tuxtla. En honor a él y a ese acto, se le dio el nombre de Volcán de San Martín, con el cual se le conoce hasta hoy en día.

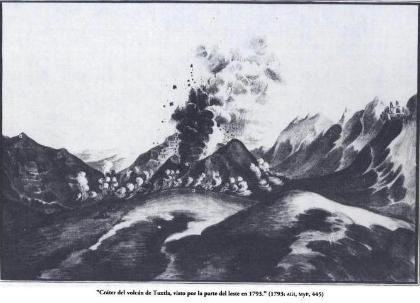
Erupción Del Volcán San Martín Tuxtla

### Época colonial
Después de la conquista San Andrés Zacoalcos formaba parte de (Santiago) Tuxtla, que pertenecía al Marquesado del Valle de Oaxaca que mediante Cédula Real de 1529 se otorgó a Hernán Cortés como regalo debido la enorme labor de sometimiento que este había realizado en el Nuevo Mundo.
Con la independencia se tradujo en importantes cambios para la región, aunque la dependencia de (San Andrés) Tzacoalco era de la Villa Santiago Tuxtla (en 1930 se llamó Juan de la Luz Enríquez, reintegrándose su nombre en 1934) o Tochtlan para los nativos, su importancia radica en su dedicación a la agricultura, estableciéndose el primer ingenio azucarero del país, así como la importación de vegas de tabaco de Cuba, descubriéndose que la tierra de cultivo de esta zona es igual o superior a la de la isla caribeña.

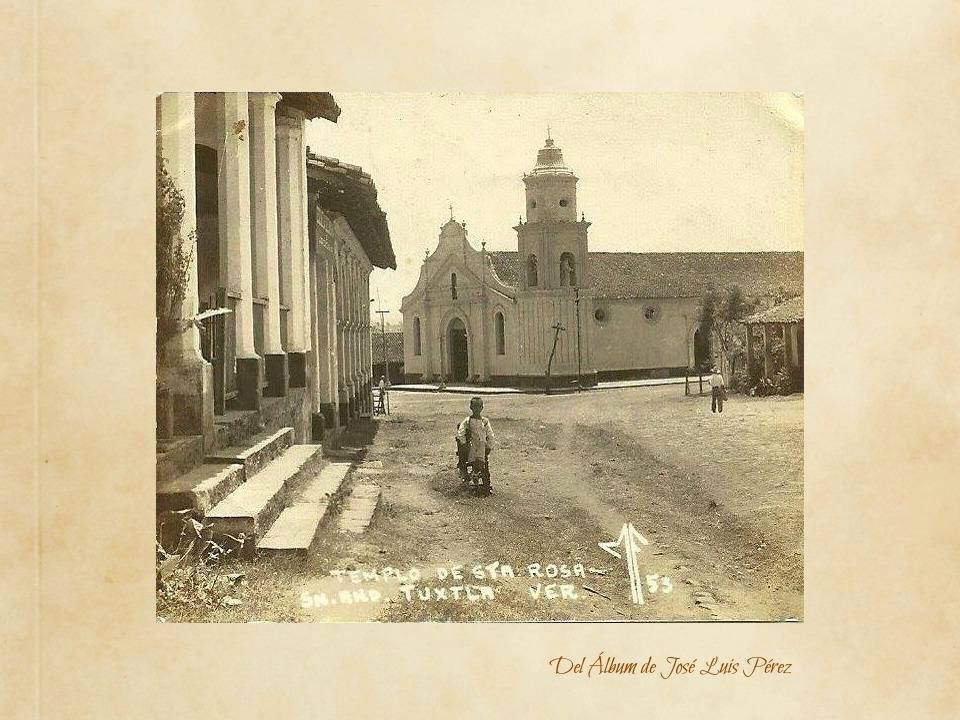
Iglesia Santa Rosa de Lima

En esta época se construyen el templo de Santa Rosa, así como la primera escuela Cantonal (actual Landero y Coss) donde se empezó a doctrinar a las personas que se establecían en esta región.

### Época independiente
La época independiente elevó de categoría al pueblo, estableciendo la cabecera del Cantón de Santiago Tuxtla a San Andrés Tuxtla por ser esta de más importancia comercial, política y educativa, así como por su incipiente actividad en la fabricación de puros, igualmente se construyen mayores edificios, servicios de hospedaje, alimentación y comerciales, se construye el cementerio municipal (algunas tumbas ubicadas en el muro del panteón, datan del siglo XVIII).

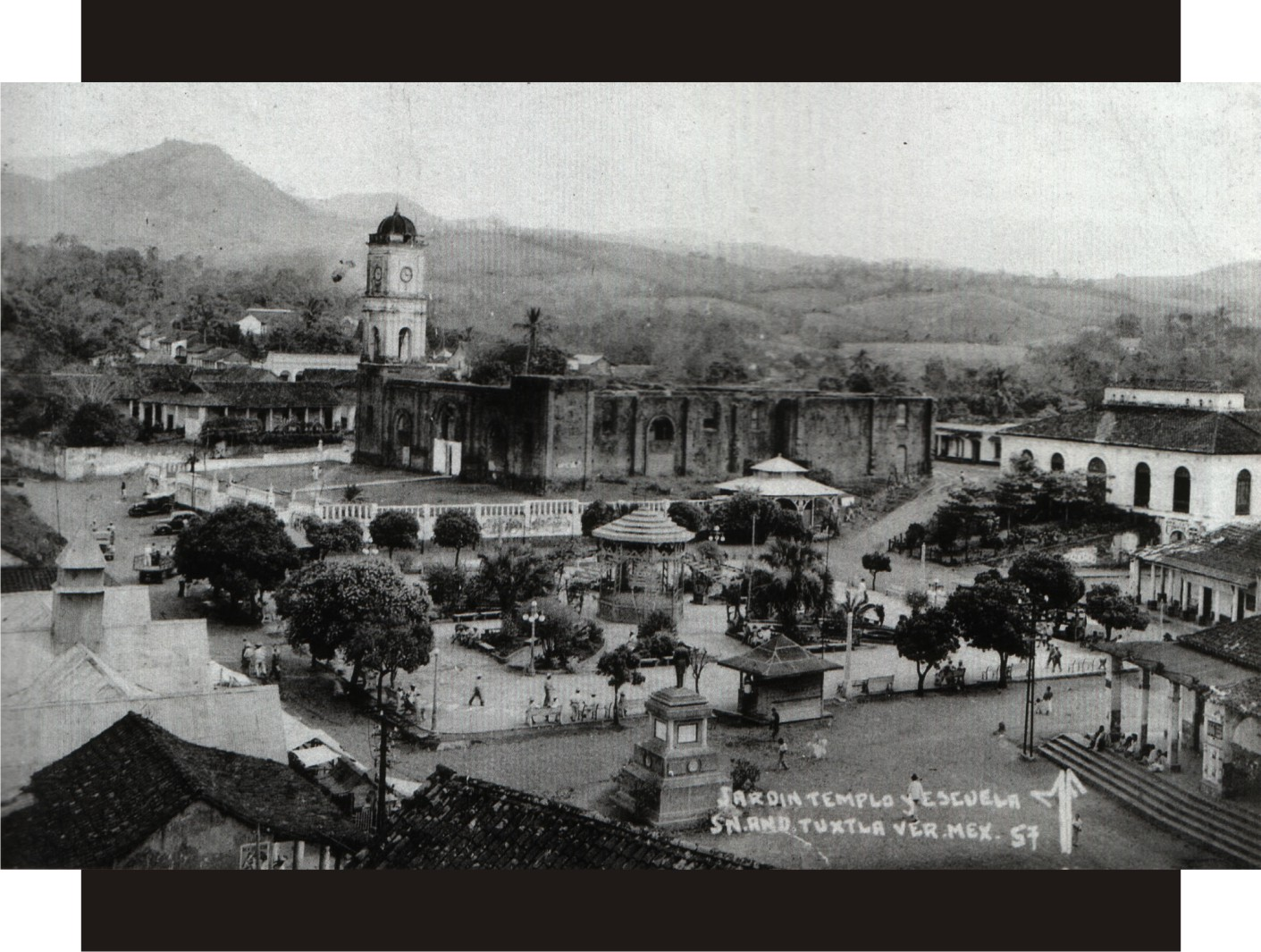
San Andrés Tuxtla Catedral en construcciòn

### Época Revolucionaria
Con la revolución la región, aunque al principio al margen del conflicto se vio inmiscuida, tropas revolucionarias tomaron en alguna ocasión la plaza de San Andrés, las torres de la aún en construcción Catedral sirvieron de parapeto de las tropas acuarteladas, se establecieron por ende abastecimientos militares que aún en la fecha se conservan (1.er batallón de infantería), igualmente se dotó de mejor infraestructura a la región, se construyó un ramal de ferrocarril a principios del siglo XX.
Hasta principios de los años 90 existió dicho ramal de ferrocarril, el cual iba de la cabecera de San Andrés Tuxtla a Juan Rodríguez Clara, a partir de ahí podía uno continuar hacia el norte o sur del país, este ramal funcionó toda la primera mitad del siglo XX como salida de personas, actualmente solo se conserva la antigua estación del ferrocarril, la vía ha sido retirada.
La villa de San Andrés Tuxtla contó con Casino, Hoteles, escuelas, cinematógrafo, todo lo que el tren podía abastecer.

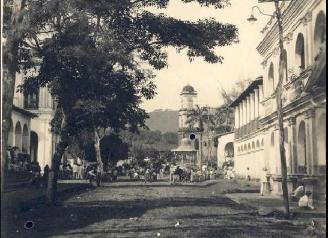
Calle Francisco I. Madero San Andrés Tuxtla

### SigloXX
En este siglo, la ciudad toma un aire típicamente provinciano de sotavento, pero con el desarrollo acelerado que le emite el cultivo del tabaco, se instalan tabacaleras de las grandes compañías cigarreras, se crea Tabamex (Tabacos Mexicanos) una paraestatal que hacía las veces de subsidiaria de pequeñas empresas productoras de tabaco, se abren grandes fábricas de producción de este producto, se abre la fábrica de refrescos Polo Norte, se instalan representaciones de varios bancos,  originando el establecimiento de comercios trasnacionales, cines, hoteles, franquicias, etc.
Se crean escuelas de nivel medio superior y a finales del siglo el Instituto Superior de San Andrés, que fue el primero descentralizado con 4 carreras, lo cual evitaba la fuga de estudiantes a ciudades más grandes.
En este periodo también desaparece el ramal del tren, ya que era incosteable para el nivel de carga y pasajeros que transportaba, el cual ocurrió en 1992. Se crea en los setenta una pista de aterrizaje para aviones de mediano porte, la cual funcionó hasta mediados de los ochenta. Desaparece gran parte de la edificación colonial, dando paso a modernos y altos edificios, se inaugura la catedral en el año de 1950 después de más de medio siglo de construcción.

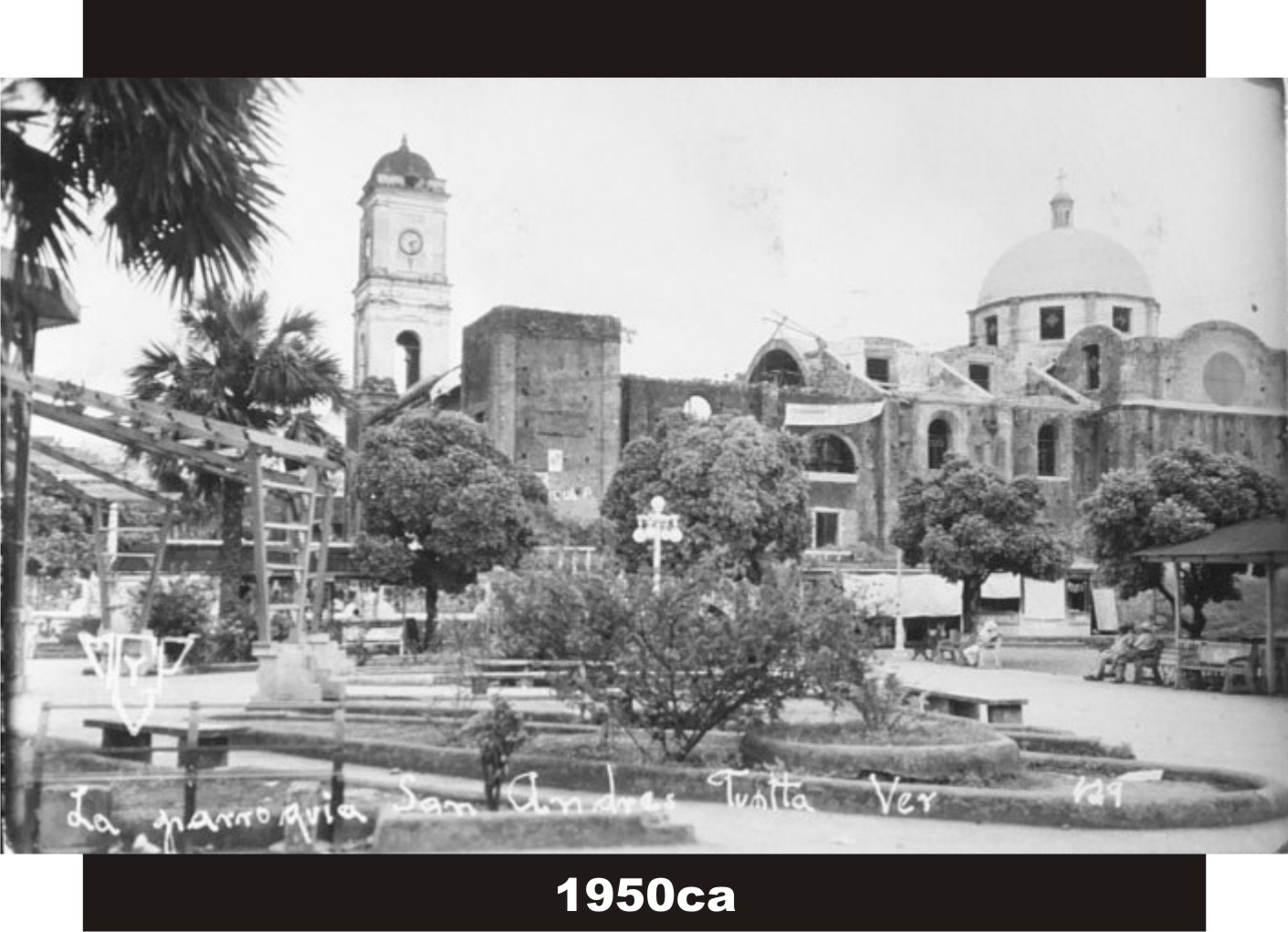
San Andrés Tuxtla  1950
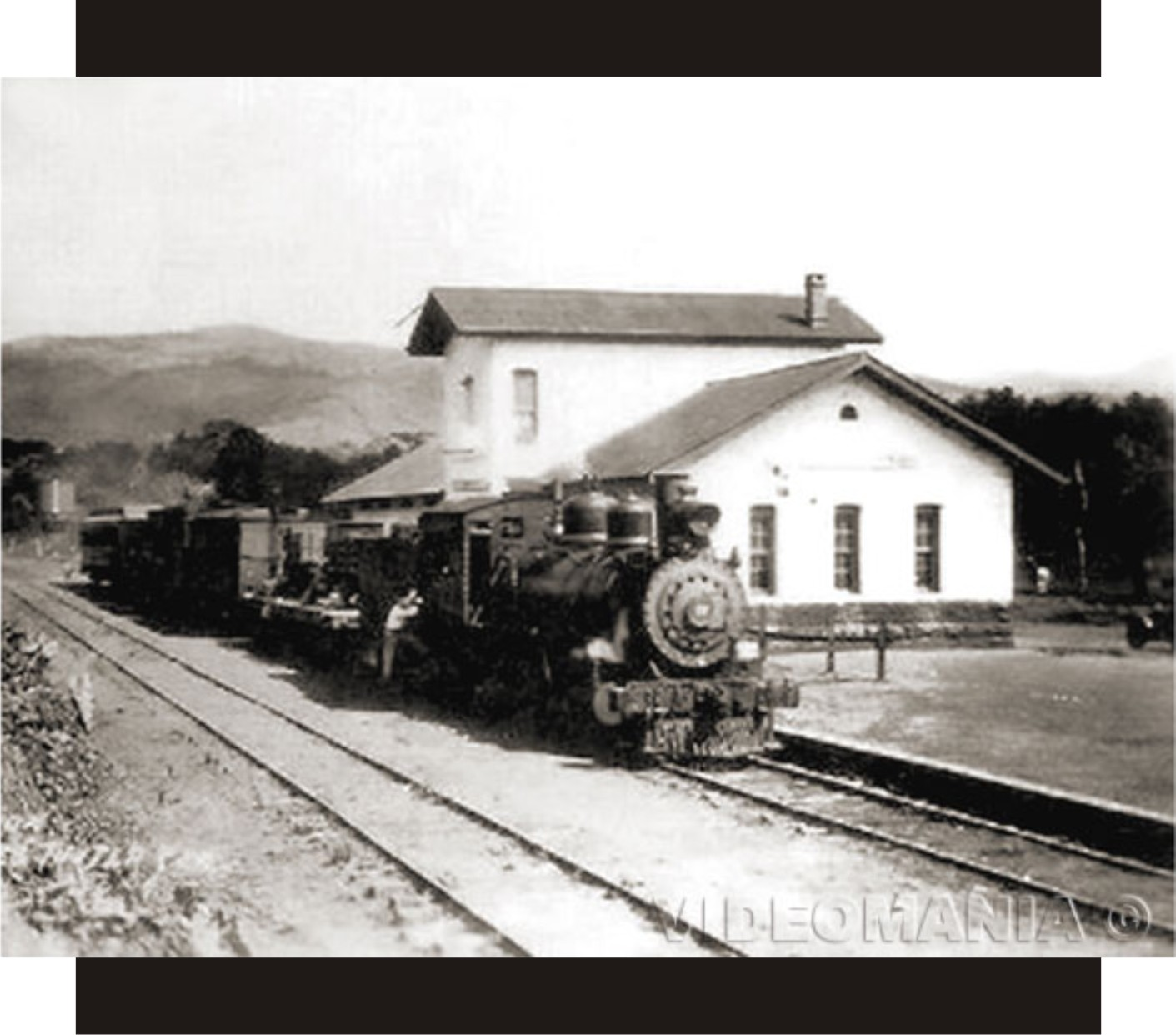
Estación de FF.CC. en San Andrés Tuxtla.
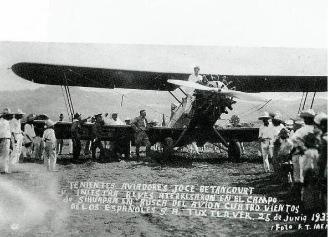
Aviación En San Andrés Tuxtla.
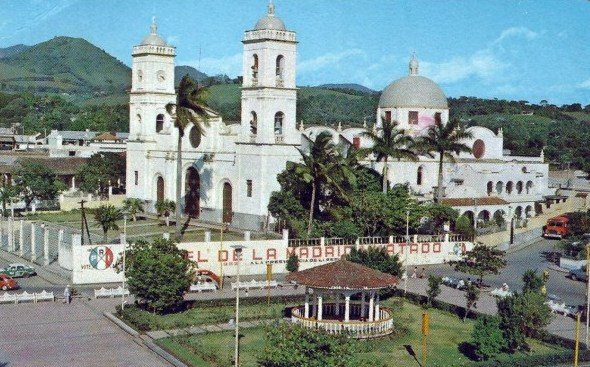
San Andrés Tuxtla 1982
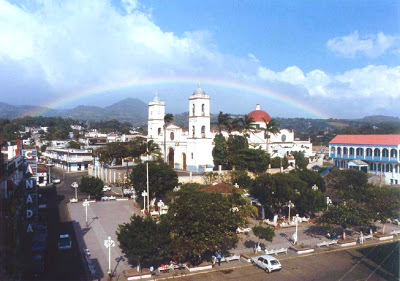
San Andrés Tuxtla, décadas atrás.
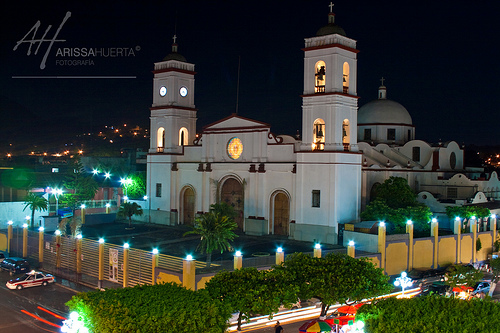
Catedral San Josè y San Andrès
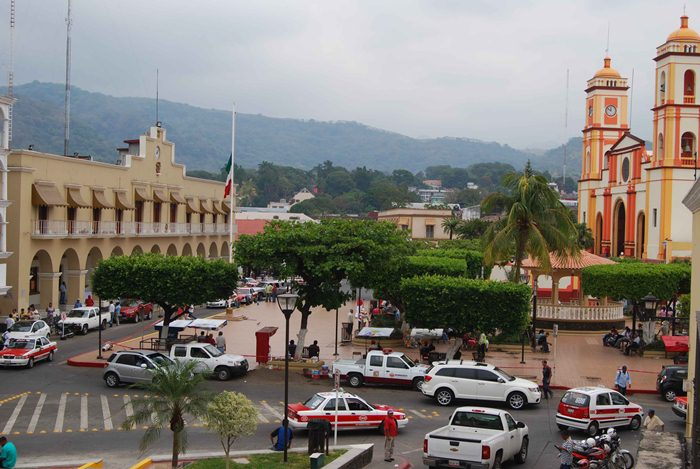
Parque-Lerdo San-Andrés-Tuxtla.

### SigloXXI
Se instalan los primeros supermercados en los años de 2004 y 2005, se remodela todo el primer cuadro de la ciudad,  se amplia el comercio, el cultivo del tabaco sigue dando reconocimiento a la ciudad, pero se varía la actividad productiva, se amplían los servicios.
De igual forma, San Andrés Tuxtla, es cabecera Distrital Judicial, existe un Juzgado Mixto Menor, dos Juzgados de Primera Instancia, uno en materia Penal y otro Civil, así como la presencia de un órgano jurisdiccional federal, como es el Tribunal Unitario Agrario del Distrito 40.

## Datos geográficos

### Límites municipales
Tiene límites administrativos con los siguientes municipios y/o accidentes geográficos, según su ubicación:
|                                         | Norte: Golfo de México  |                |
| Oeste: Ángel R. Cabada, Santiago Tuxtla |                         | Este: Catemaco |
| Suroeste: Isla                          | Sur: Hueyapan de Ocampo |                |

### Orografía
El municipio se encuentra ubicado en la zona sur del Estado, sobre las estribaciones del conjunto montañoso de los Tuxtlas, presenta una amplia división de zonas que van desde la clasificación "Ondulado o suavemente ondulado, pasando por el quebrado o suavemente quebrado", "Cerril" hasta "Escarpado" y "Muy Escarpado".
La Sierra de los Tuxtlas es una serie de montañas de origen volcánico. La sierra es una formación montañosa incrustada en la llanura costera del Golfo de México, en el estado de Veracruz. Esta sierra constituye la extensión más oriental de la cadena montañosa que forma el Eje Volcánico Transversal. Las montañas son una densa aglomeración de cráteres pequeños; los más conspicuos de estos son el volcán San Martín, el de Santa Marta y San Martín Pajapan.

#### Erupción del San Martín

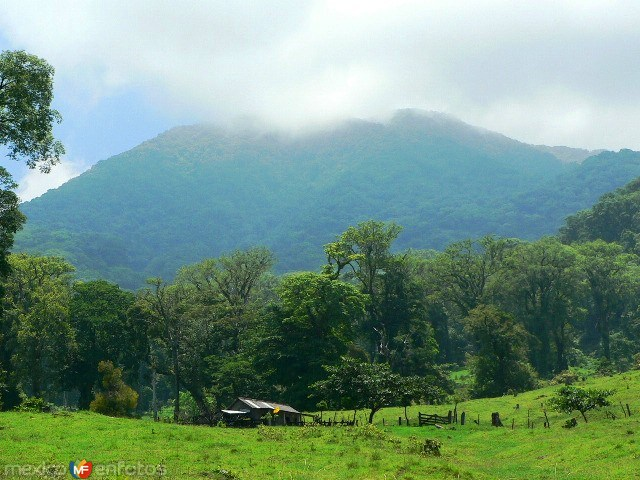
Volcán San Martìn Tuxtla

El volcán de San Martín Tuxtla (Tiltépetl) de 1.680 m s. n. m., al noroeste de la sierra es un volcán activo, aunque su última erupción data de 1793, ha presentado otra erupción registrada en 1664, la cual produjo que los antiguos habitantes de la zona buscaran lo que hoy es el valle de San Andrés Tuxtla para su hábitat.

### Clima
La Sierra de Los Tuxtlas, en la parte sur de la llanura del Golfo, constituye una barrera que origina alteraciones en las condiciones climáticas del estado. Esta área es interesante ya que en ella se encuentran cinco variantes del grupo de climas cálido húmedos, dadas principalmente por las condiciones de humedad, además del subgrupo semicálido.
El clima en la mayor parte del año es cálido-húmedo, oscilando las temperaturas entre 25 a 35 grados centígrados en el día y de 19 a 25 grados en las noches en los meses de marzo a agosto, de septiembre a febrero la temperatura desciende hasta los 16 grados por las noches y hasta 22 grados en el día, en la zona de la costa se presentan los climas más cálidos, en la zona de montaña la temperatura es donde se registran las menores temperaturas de hasta 16 grados en el día.

### Fauna
Es la representación de la selva tropical húmeda más al norte en América. En ella viven y se desarrollan:
- Unas 3356 especies de plantas (al menos 730 especies con algún uso, 300 tienen uso medicinal y cerca de 200 tienen fines alimenticios).
- 26 de las 41 especies arbóreas endémicas de México.
- 139 especies de mamíferos (el 30% de todo el país).
- 565 especies de aves.
- Cerca de 220 especies de aves migratorias de Norteamérica.
- 120 especies de reptiles.
- 46 especies de anfibios.
- Unas 861 especies de mariposas.
- 133 especies de libélulas.
- Existió infinidad de especies de mariposas, incluyendo la monarca que predominó la zona hasta por los años 80 porque existió la tala de árboles de muchos años de edad de más de 100 m de altura.

En la zona de la reserva de la Biosfera y del Volcán San Martín pueden encontrarse muchas de estas especies.

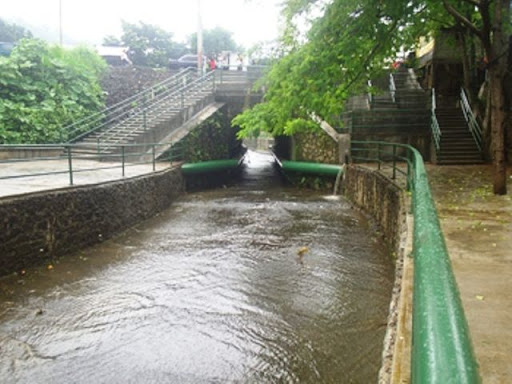
Río Tajalate San Andrés Tuxtla
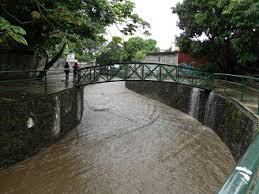
Río Centro San Andrés Tuxtla
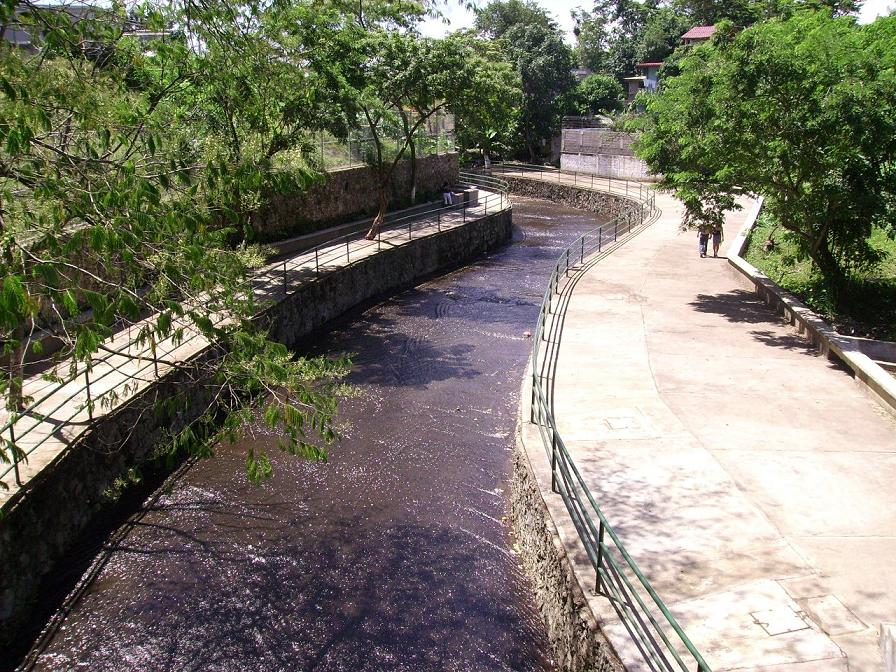
Río atravesando el centro de la ciudad.
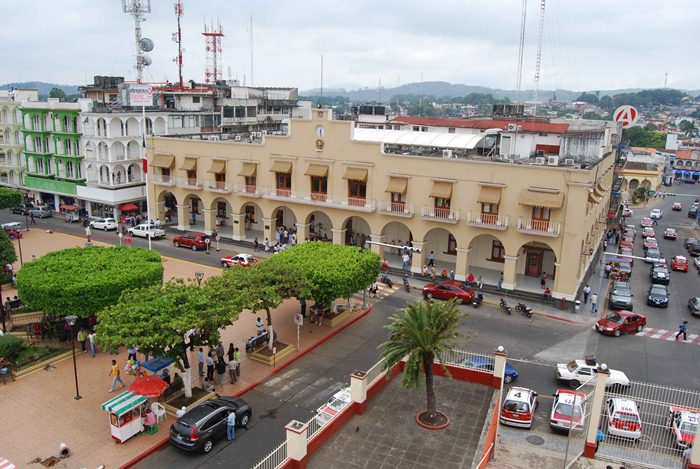
Palacio Municipal Visto desde Atrio De la Catedral.
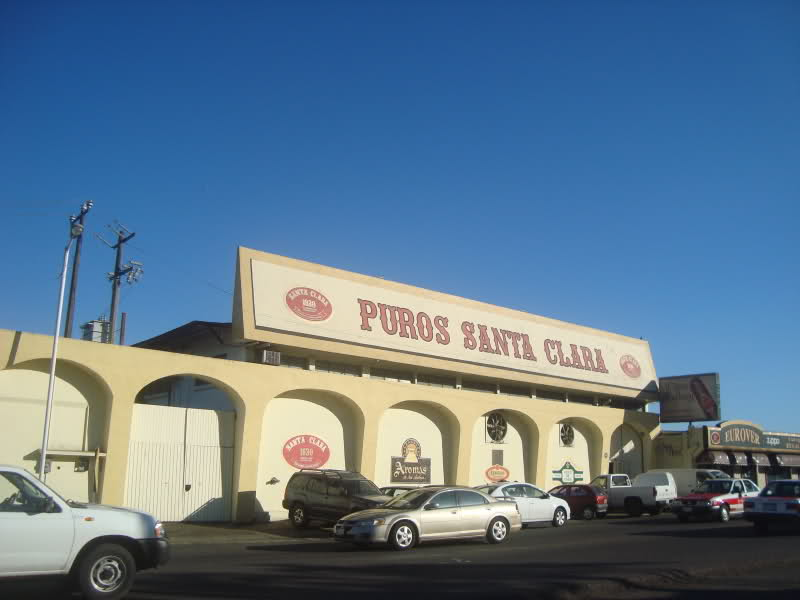
Fábrica de puros.

### Hidrografía
Se encuentra regado por el río San Andrés y arroyos múltiples, como Sihuapan del río San Andrés y este a su vez es afluente del San Juan, que descarga sus aguas en el río Papaloapan.
El afluente que proviene de la laguna de Catemaco se une al río Comoapan, el que da origen a la maravillosa cascada de Eyipantla, así como a la central hidroeléctrica de Chilapan.
En la ciudad atraviesan 2 ríos el tajalate y el pipisoles, que se alimentan de diversos afluentes, estos ríos permanecieron contaminados por mucho tiempo, hace apenas algunos años se inició el rescate de los afluentes mediante colectores, el avance de la obra lleva alrededor del 60% del total proyectado (10 km).

## Economía y servicios
El municipio es Distrito Judicial, por lo que cuenta con dos Juzgados de Primera Instancia, un Juzgado Mixto menor y un Tribunal Federal en materia agraria, de igual forma existen una agencia del Ministerio Público Investigador del Fuero Común y una especializada en Delitos Sexuales, una Agencia del Ministerio Público Federal.

### Agricultura
El municipio cuenta con una superficie total de 79,354.042 ha, de las que se siembran 37,366.329 hectáreas, en las 9,920 unidades de producción. Los principales productos agrícolas en el municipio y la superficie que se cosecha en hectáreas es la siguiente: maíz 67,712, sorgo 105.00, frijol 3,956, sandía 4,396, chile verde 3, 553, tabaco 783, caña de azúcar 19,825, naranja 40, café 1,575, mango 2,592. En el municipio existen 3,367 unidades de producción rural con actividad forestal, de las que 307 se dedican a productos maderables.

### Pesca
No existe pesca de altura, solo pesca básica por parte de los habitantes de las localidades costeras, los cuales comercializan sus productos en las ciudades cercanas.

### Comercio
Las zonas de auge comercial son:
Calle Madero: hoteles, bancos, restaurantes, casa de empeño.
Calle 5 de mayo: Mercado municipal, abarrotes, ferreterías, venta de ropa.
Bulevar 5 de Febrero: Agencias automotrices, refraccionarias automotrices, distribuidoras de diversos artículos, bares, restaurantes.
Calle Allende: Ropa, importaciones.
Calle Carranza: Bancos, casas de empeño, electrodomésticos.
Avenida Juárez: Comercio en general, centro comercial la fuente, plaza jardín.
Zona Centro: Cafés, restaurantes.

### Industria
Como tal no se caracteriza la ciudad o el municipio por la instalación de grandes industrias, con el tiempo la industria más rentable fue la producción de puros con tabaco de gran calidad.
Esta actividad industrial ha dado gran auge y fama.
En los años 80 esta actividad fue de manejo estatal, con la instalación de Tabamex, el cual surtía a empresas como Raleigh o Marlboro, pasando a convertirse a empresas privadas en los 90.
Actualmente las empresas son de tamaño pequeño, contratando a decenas de obreros del arte de hacer puros, los mejores puros son exportados a los Estados Unidos y Europa.

### Turismo
Existen varios hoteles de 1 a 4 estrellas, que proporcionan servicios de hospedaje a todos los niveles de turismo.
Esta hermosa ciudad cuenta con uno de los lugares turísticos más visitados de la región y el estado, El salto de Eyipantla, ubicado en la comunidad del mismo nombre, regalo de la naturaleza con un misticismo que ha sido utilizado como localización para diversas películas, una de las más conocidas es la de  Apocalypto dirigida por Mel Gibson, en el año 2006.
En el año 2012 se inauguró la primera fase del Balneario que recibe el mismo nombre, con el cual se consolida como un lugar ecoturístico de los más reconocidos en Veracruz.

## Medios de comunicación

### Carreteras
Se encuentra conectado por la carretera federal 180 que va de Puerto Juárez a Coatzacoalcos, también existen varios caminos vecinales que comunican la cabecera con las distintas comunidades y la zona de playa; de igual forma se tiene acceso al municipio por la autopista del sur proveniente del Distrito Federal, con salida en el entronque Los Tuxtlas-Isla.

### Ferrocarril
Hasta principios de los años 90 existió un ramal de ferrocarril, el cual iba de la cabecera de San Andrés Tuxtla a Juan Rodríguez Clara, a partir de ahí podía uno continuar hacia el norte o sur del país, este ramal funcionó toda la primera mitad del siglo XX como salida de personas, actualmente solo se conserva la antigua estación del ferrocarril, la vía ha sido retirada.
A mediados del siglo XX se construye la carretera costera del golfo (180) la cual es la que comunica la cabecera y el municipio con el centro y sur del país, existe una carretera estatal que conecta a la cabecera y algunas localidades con la autopista Tinaja-Coatzacoalcos.

### Impresos
Han existido muchos medios impresos a través de los años, aquí se encuentran los famosos diarios editados en la región, tales como; Diario Los Tuxtlas, diario Eyipantla, periódico de San Andrés, diario Perfil y Palestra.

### Televisión
Por lo accidentado de la zona el sistema de televisión por cable tiene más de 30 años funcionando, anteriormente bajo la empresa denominada TV cable de provincia, actualmente por la empresa Cablecom, la televisión de señal abierta capta los canales de la empresa Televisa, Televisión Azteca y RTV (Gobierno del estado), hasta hace unos años se intentó establecer un canal local (SITSA), el cual al no contar con las licencias de transmisión correspondientes dejó de funcionar.

### Telefonía
Como toda ciudad moderna, San Andrés Tuxtla cuenta con servicios de telefonía fija y móvil, de las compañías Telmex, Telcel, Movistar, Iusacell y Unefon.
La compañía Telmex tiene sus oficinas regionales en esta ciudad, se cuentan con más de 10,000 líneas en la ciudad.

### Radio
Anteriormente, contaba con una de las estaciones más antiguas del país es la XEDQ “Radio Alegría”, quien posteriormente cambió su nombre a la franquicia de Amor, perteneciente al grupo ACIR, y considerada como la primera a nivel nacional del consorcio radiofónico, la cual transmitía con 5 kW de potencia en la frecuencia 830 AM y en 103.9 FM, Esta estación fue establecida en Santiago Tuxtla inicialmente, años después se trasladó a esta Ciudad de San Andrés, y en el año 2021, pasó a manos de grupo Radiopolis propiedad de Barrister Services, Corporativo Coral Financiera, Crédito Real y Grupo PRISA, para así darse a conocer con el nombre de la K Buena 103.9 de FM. 
En los años 90 se establece una estación de FM denominada FM 92 “La Primerísima”, la cual para orgullo de la ciudad es una de las estaciones con mayor cobertura en el país, abarcando más de 7 estados de la zona sur, con una potencia de 120,000 Watts, es una empresa perteneciente a la familia Malpica de la ciudad de Veracruz y desde su establecimiento ha tenido amplia aceptación no solo en la región sino en todo el estado y más allá, puesto que también transmite por Internet.
En marzo de 2018 se establece la tercera estación de radio conocida como 104.7 Mezkla F.M. del empresario Rafael Fararoni Mortera, la cual incorpora talento regional a sus emisiones, tiene un contenido más moderno en música y programación, su alcance es regional de Veracruz a Coatzacoalcos, sin embargo su aceptación vía redes sociales es amplio.
Se captan además estaciones de otras ciudades como Cosamaloapan, Veracruz, Xalapa y Orizaba.

## Educación

### Primaria
Son más de 100 instituciones de educación primaria en el municipio y más de 50 en la cabecera, la más antigua y mejor es la escuela Primaria Landero y Coss, la cual funcionó desde finales del siglo XIX como escuela Cantonal, otras escuelas de renombre son la escuela Experimental Freinet, el Instituto Cultural Los Tuxtlas, la Josefa Ortiz de Domínguez , Revolución, 20 de noviembre, Niños Héroes de Chapultepec, José Vasconcelos, Colegio Miguel de Cervantes Saavedra, Pastor Torres, Primero de Mayo, Centro Educativo Patolli, Francisco Sarabia y Carlos A. Carrillo.

### Secundaria
Las instituciones educativas con las que cuenta este municipio son:
Escuela Secundaria y de Bachilleres Isaac Ochoterena (ESBIO).
Escuela Secundaria General Isidro Torres Moreno.
Liceo de los Tuxtlas, Colegio Gregg.
Colegio Miguel de Cervantes Saavedra.
Secundaria Paulo Freire.
Tele-secundaria Rafael Ramírez Técnica Industrial 113 Técnica Agropecuaria 13.
León medel alvarado.

### Enseñanza media
Públicos
Escuela de Bachilleres Dr. Isaac Ochoterena (ESBIO)
Colegio Nacional de Educación Profesional (CONALEP)
Centro de Estudios Tecnológicos industrial y de servicios N. 110 (CETis 110), Colegio de Bachilleres del Estado de Veracruz (COBAEV).
Colegios particulares
Liceo de los Tuxtlas
Colegio de Bachilleres Bilingüe Williams Henry Gates
Universidad del Golfo de México (UGM)
Colegio de Bachilleres GREGG
Centro Educativo Valerio.

### Profesional
- Instituto Tecnológico Superior de San Andrés Tuxtla (público descentralizado)[6]

- Universidad Pedagógica de Veracruz (pública)

- Universidad del Golfo de México (privada)[7]

- Centro de Estudios Superiores de los Tuxtlas (privada)

- Instituto Veracruzano de Educación Superior (pública)

- Universidad Popular Autónoma de Veracruz

- Centro de Estudios Universitarios y Tecnológicos del Golfo (Cetug) (privada)

## Servicios de salud
Cuenta con los siguientes servicios:
Asiento de la Jurisdicción Sanitaria X, cuenta con un hospital general que ofrece atención de segundo nivel y 22 clínicas de atención de 1.er nivel:
Institución: SESVER

Hospital General de Zona "Dr. Bernardo Peña",
Centro de salud Urbano, se encuentra en la cabecera municipal,
centro de salud Balzapote,
centro de salud Calería,
centro de salud Comoapan,
centro de salud Juan Jacobo Torres,
centro de salud Mazumiapan,
centro de salud Ohuilapan,
centro de salud Salinas Roca Partida, 
centro de salud Sihuapan,
centro de salud de Texalpan de Arriba,
centro de salud de Tilapan,
centro de salud Xotepan,
E.S.I. Cuesta Amarilla,
y Caravana de Salud Adolfo Ruiz Cortinez.

Institución: IMSS Prospera

U.M.R. Axochio,
U.M.R. Buenos Aires Texalpan,
U.M.R. Cuesta de Laja,
U.M.R. El Diamante,
U.M.R. La Nueva Victoria,
U.M.R. La Redonda,
U.M.R. Montepío,
y U.M.R. Salto de Eyipantla.
El Instituto Mexicano del Seguro Social (IMSS) cuenta con un hospital regional de subzona de segundo nivel, con especialidades en Cardiología, Oftalmología, Pediatría, Odontología, Cirugía General, Urgencias ubicado en carretera 180 a la salida a Veracruz.
El Instituto del Seguro Social al Servicio de los Trabajadores del Estado (ISSSTE) cuenta con una clínica hospital, recientemente remodelada (octubre de 2009), con la cual al final contara con servicios de hospitalización y especialidades de segundo nivel.
En el ámbito particular cuenta con diversos centros médicos como el Sanatorio Juárez o la clínica de Médicos Especialistas.
Cuenta con especialistas de prácticamente cualquier tipo en atención privada.
Las familias de escasos recursos tienen accesos a los servicios de Seguro Popular y Oportunidades siendo el de mayor cobertura en el estado de Veracruz.
Se cuenta con una delegación de la Cruz Roja.

## Cultura

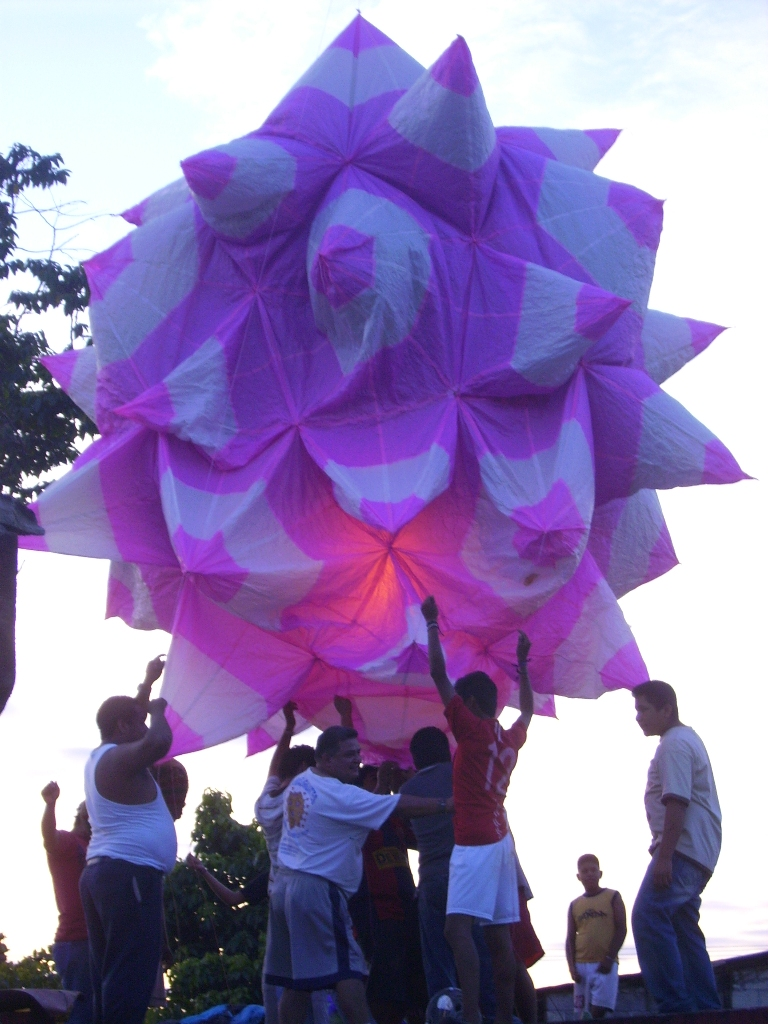
Suelta de un globo de papel seda en 16 de septiembre.

### Festividades
Enero:
Fiestas de Reyes
Marzo-abril:
1.er viernes de marzo día en que celebran los brujos, hechiceros y chamanes.
Celebraciones de Semana Santa.
Mayo:
Verafest: Festival donde se presentan artistas de talla internacional, se han presentado Moenia, Moderato, Franco de Vita, Reyli, Cristian, Paquita la del Barrio, Ricardo Montaner, Yuri, Gloria Trevi y Alicia Villarreal.
Septiembre:
Festival Internacional del Globo de Papel (récord guinnes de suelta de más globos de papel en 1995, más de 1,300 globos).
Noviembre:
Festividades patronales (de San José y San Andrés), Mojiganga (23-30 de noviembre).
Diciembre:
Fiestas de la Concepción, Mojiganga (8 de diciembre)
Fiestas de la virgen de Guadalupe, Mojiganga (12 de diciembre)
Fiestas de Navidad (24 de diciembre)
Fiestas de Año Nuevo, quema del viejo.
La ciudad se caracteriza por la característica forma de ser del jarocho del sur, con influencias de soneros, huapango que hacen de las festividades un verdadero suceso.

## Museos

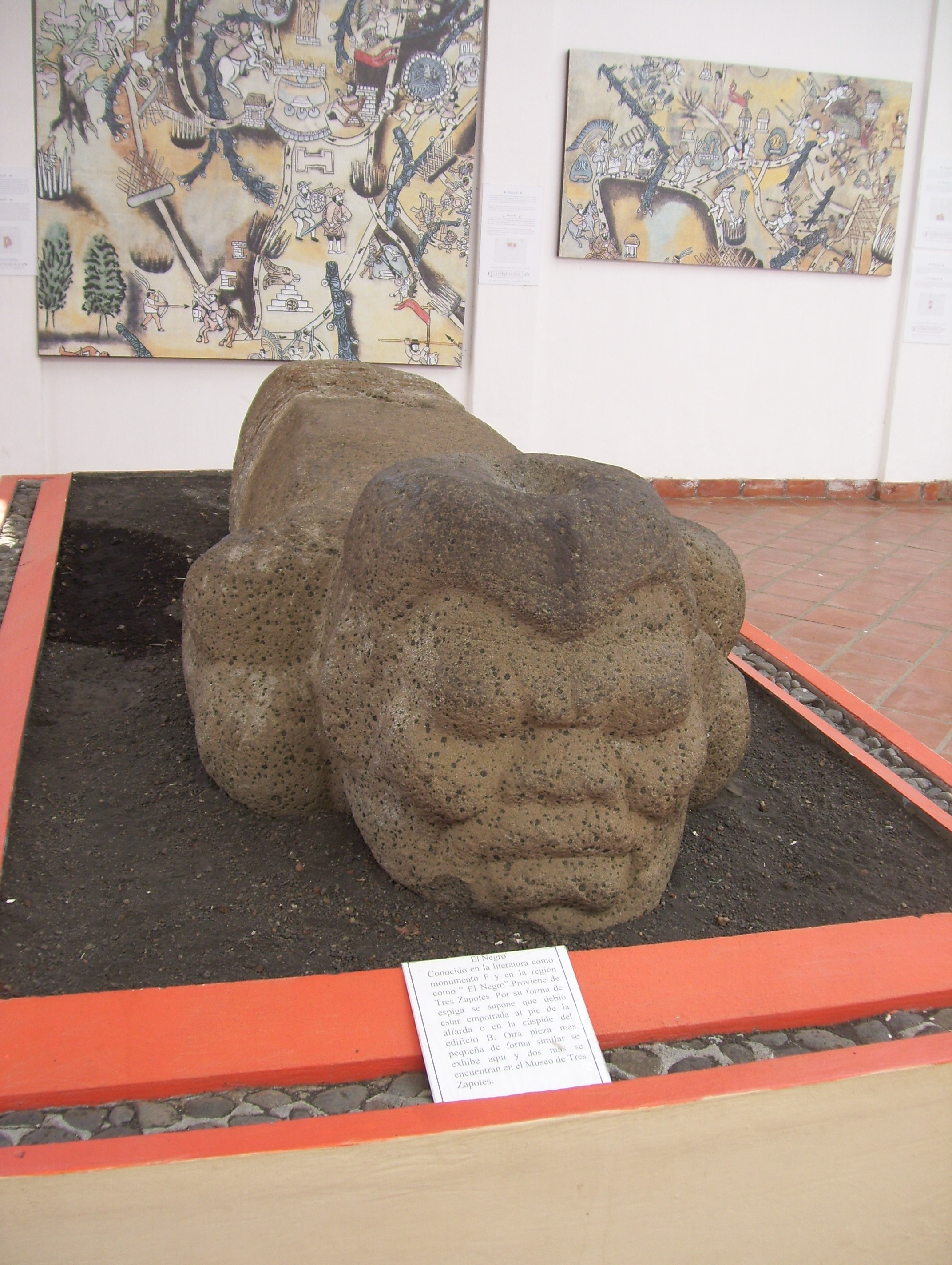
EL NEGRITO en el Museo Tuxtleco de Santiago Tuxtla.

A un costado de la plaza central (zócalo) de San Andrés Tuxtla está el Museo Regional de San Andrés Tuxtla, inaugurado en 2008. Este museo presenta una exhibición permanente de piezas arqueológicas olmecas localizadas en la región, y tiene espacio para exposiciones temporales.

### Gastronomía
Algunos de los alimentos más típicos de la región son las memelas, tortillas grandes hechas a mano en forma de taco gigante, utilizando como relleno distintas variedades de carnes entre otros. Esta versión de memela nace a partir de la tortilla grandes que se daba en las fondas del mercado municipal 5 de febrero, ya que al preparar una sola tortilla se ahorraba esfuerzo y tiempo. Se cree que la Memela San Andrescana nació a finales de los 80, y se le atribuye a la señora Dionisia Aguilera Chi conocida como "Doña nicha" o "Tía nicha" la creación de las memelas; en palabras de ella: "el día que abrí el negocio comencé vendiendo mis memelas por 1000 pesos (lo equivalente a un peso actual) por que nadie me compraba, simplemente las personas no sabían que era lo que estaba vendiendo."
San Andrés Tuxtla también es conocido por la gran variedad de "Antojitos" derivados de la masa, harina de maíz de nixtamal. Otro más son los "tamales de elotes" es un alimento tipo "Snack" derivado del elote, existe una gran variedad de estos, todos derivados del maíz. Debido a la gran diversidad de frutos, los cuales proporcionan fuentes de ingresos para algunos habitantes de la zona, se elaboran dulces y golosinas partir de estos, como pueden ser los "Nanches curtidos" fruto exótico solo de la región, consiste en almacenar frutos de estos en recipientes con abundante azúcar, fermentándolo hasta el grado de obtener un sabor a Alcohol endulzante, otro dulce es el "Dulce de Coco" consiste en rallar o picar el fruto de coco para después mezclarlo con azúcar y canela añadiendo múltiples colores. otro más es el dulce de leche consiste en concentrar a fuego la leche de vaca junto con endulzantes y canela hasta condensar la leche, obteniendo así tablillas como si fuesen de chocolate, con un sabor exquisito a leche quemada. Otra golosina también creada por los mismos habitantes de la zona son las "Obleas Doradas" haciendo una mezcla de ingredientes para formar una pasta aguada para después ponerla sobre una plancha o comal caliente, obteniendo así una grande pero ligera y crujiente tostada con un sabor delicado a coco.
Algunas de las botanas más elaboradas son los "churros fritos de maíz" acompañados de salsa picante chile en polvo y limones, otros  son los "Churros azucarados" también derivados aparir de la harina de maíz. Para aprovechar toda fruta dada en la misma región, están los "Platanitos fritos" plátanos grandes que se cortan en rebanadas y después pasados por aceite caliente, para obtener una crujiente botana sazonada con sal.
Algunas de las bebidas exóticas son el "Tepache" bebida alcohólica antigua obtenida de diminutos animalitos conocidos como "búlgaros de tepache" normalmente tiene un muy bajo nivel alcohólico por su bajo nivel alcohólico procedente de su forma de elaboración ( menos de 1% Alc. Vol.), su gusto recuerda a la cerveza pero con mucha mayor dulzura; la bebida de tepache algunas veces es obtenida por la fermentación de los azúcares de alguna fruta, es obtenía antiguamente de la fermentación de la masa simple del maíz en agua, aunque hoy en día es más común la proveniente de la fermentación de cáscaras de piña y azúcar o piloncillo en agua hervida, la cual se deja fermentar de 4 a 6 días.

### Bailes regionales
No existe un baile autóctono reconocido, más es la influencia del huapango del son jarocho de sotavento.

## Religión
El 95% de la población profesa la fe cristiana católica. En este municipio se encuentra la Catedral de San José y San Andrés, sede de la diócesis de San Andrés Tuxtla, cuyo VI Obispo de la diócesis es Mons. José Luis Canto Sosa, en la ciudad existen otros templos católicos dignos de mención como la Parroquia de Santa Rosa de Lima, Nuestra Señora de Guadalupe, Inmaculada Concepción de María y Sagrada Familia. 
También existen grupos religiosos como Testigos de Jehová, Pentecostales, etc., los cuales han establecido templos de culto en la ciudad. La Iglesia Adventista del Séptimo Día, cuenta con 38 congregaciones adventistas y 2 instituciones educativas.
La Iglesia de Jesucristo de los santos de los últimos días tiene 3 capillas en el municipio, perteneciente a la estaca Los Tuxtlas, México.

### Magia
Esta ciudad veracruzana se encuentra llena de magia, con la Cueva del Diablo que se encuentra cerca de la Laguna Encantada, en este lugar se cuenta que vienen los brujos cada primer viernes de marzo a realizar rituales al señor de las tinieblas, hay muchas leyendas que cuentan las personas de más edad en la región, entre ellas se encuentra el nahual, la perra chichona, etcétera.

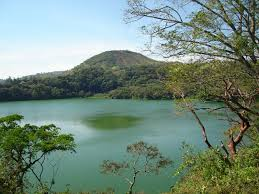
Laguna Encantada Fondo Cerro El Venado

## Deporte

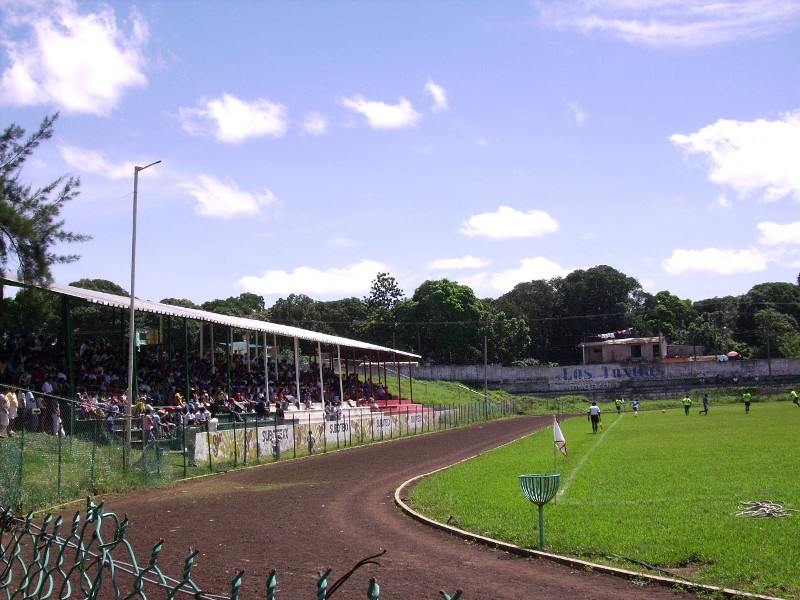
Unidad deportiva.

La ciudad cuenta con una unidad deportiva que a su vez cuenta con pista olímpica, campo reglamentario de fútbol, canchas de basquetbol, campo de béisbol y gimnasio.
El fútbol, es un deporte que abarca gran zona de S.A.T. contando con el equipo de 3° división "Brujos", el cual cuenta con su campo; "Fararoni" creado y compuesto por el exalcalde Rafael Fararoni M. (2011-2013). 
Algunos años se tuvo un equipo profesional de fútbol conocido como brujos de San Andrés Tuxtla, los cuales jugaron en esta unidad deportiva, más tarde por falta de apoyo emigraron al municipio de Hueyapan de Ocampo donde se denominó Cañeros de Hueyapan.

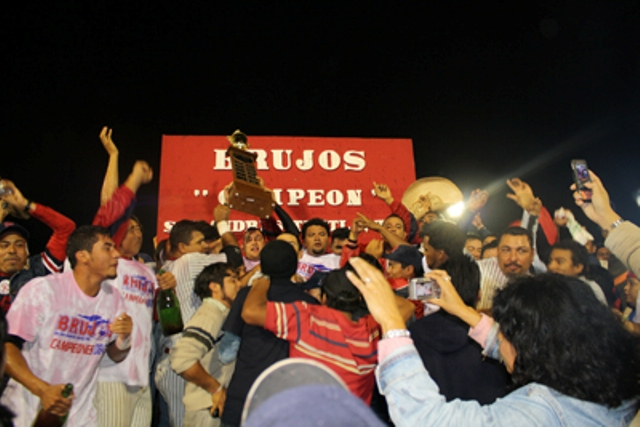
Brujos de los Tuxtlas campeón LIV 2009.

Hace algunos años se instauró la liga invernal Veracruzana, auspiciada por el gobernador Fidel Herrera Beltrán, la cual ha originado un auge en el gusto por el béisbol, el equipo denominado Brujos de los Tuxtlas que juega en el estadio Aurelio Ballados de esta ciudad han sido bicampeones y recientemente subcampeones, siempre han tenido dignas representaciones.
El estadio para la campaña 2010 fue dotado de iluminación nocturna, así como palcos de transmisión y pizarra electrónica, así mismo se amplió la zona de espectadores.
La charreria también tiene un aprecio especial en esta zona, se cuenta con un lienzo charro donde se hacen competencias entre agrupaciones regionales.

## Personajes
- Francisco Hernández (1946) uno de los poetas más notables en México, en la segunda mitad del siglo XX. Ha recibido los premios de poesía más prestigiosos del país.
- Juan Bautista Topete (1821), marino, militar y político español, vicealmirante de la Real Armada Española, héroe de la Primera Guerra del Pacífico. Tuvo capital importante en la revolución de La Gloriosa, en 1868.